# Droopy
Droopy is een animatiefiguur bedacht door Tex Avery in 1943.
Droopy is een antropomorfe Basset Hound. Hij werd gebruikt door de Metro-Goldwyn-Mayer cartoonstudio en werd daar aanvankelijk "Happy Hound" genoemd. Pas later kreeg hij de naam Droopy, gebaseerd op zijn neerslachtige gelaatsuitdrukking.

## Geschiedenis

### Metro-Goldwyn-Mayer
Droopy verscheen voor het eerst in Dumb-Hounded, uitgebracht door MGM op 20 maart 1943. In Droopy's eerste scene spreekt hij het publiek toe met de woorden: "Hello all you happy people... you know what?  I'm the hero." In de tekenfilm slaagt hij er op de meest absurde wijze in om een ontsnapte gevangene te achtervolgen. Terwijl zijn omgeving enorm verbaasd, woedend of angstig reageert op zijn daden blijft Droopy altijd onbewogen kalm.
De stem achter Droopy was Bill Thompson die reeds Wallace Wimple vertolkte voor een radiohoorspel met een soortgelijke stem. In de periode dat Bill Thompson zijn legerdienst deed werd de stem gedaan door Don Messick. Later zou Messick nog af en toe de stem vertolken en soms Tex Avery zelf.
Een van Droopy's verrassendste kenmerken is zijn enorme kracht. Deze kracht gaat schuil achter een sullig en bedeesd uiterlijk en krijgt hij alleen wanneer hij kwaad wordt: vooraf zegt hij eerst met een monotone stem "You know what? That makes me mad." en vervolgens wordt zijn tegenstander met de grond gelijk gemaakt.
In de meeste cartoons moet hij het opnemen tegen een boosaardige wolf (de gangster in Dumb-hounded en Northwest Hounded Police (1946)) of tegen een bulldog die "Spike" genoemd wordt. In twee Droopy-cartoons, The Shooting of Dan McGoo en  Wild and Woolfy, speelt er ook een andere Tex Avery-personage uit Red Hot Riding Hood (1943) mee, namelijk Damsel (een wolf).
In de drie daaropvolgende Droopy-cartoons, Three Little Pups (1953), Blackboard Jumble (1957) en Sheep Wrecked  (1958), speelt er een slome zuiderse wolf met een zwaar dialect mee.  Dit personage kreeg ook eenmalig de hoofdrol in zijn eigen tekenfilm Billy Boy. Het dialect, dat later nog gebruikt zou worden voor Hanna-Barbera's Huckleberry Hound, werd ingesproken door Daws Butler.
Van 1950 tot 1951 nam Tex Avery een rustpauze. Gedurende deze tijd nam Dick Lundy zijn taken waar en maakte één aflevering, Caballero Droopy, en alleen Barney Bear-cartoons. In 1951 keert Avery terug en werkt verder tot in 1953 zijn productie-eenheid overgaat in MGM.
Een van Avery's trouwste medewerkers, Michael Lah, blijft na deze tijd nog actief om William Hanna en Joseph Barbera te helpen met het vervolledigen van Deputy Droopy. Daarna verlaat ook Michael Lah de MGM-studio.  Hij keert echter in 1955 terug om in de Droopy-cartoons Spike (de bulldog) te spelen. De naam van Spike werd echter verandert in Butch omdat er al een bulldog met dezelfde naam speelt in Tom en Jerry.
In 1957 werd One Droopy Knight genomineerd voor een Oscar voor beste cartoon. Maar bij het uitbrengen van One Droopy Knight in december 1957 was de MGM-tekenfilmstudio gesloten wegens herstructurering en afslanking.

### Latere verschijningen
In 1980 werden een aantal low-budgetepsiodes voor televisie gemaakt als onderdeel van een Tom en Jerry-show met Frank Welker en producent Lou Scheimer die ook de stem van Droopy speelden. De "Tom & Jerry Kids" toonden ook een spin-offserie, Droopy, Master Detective.
Hij komt tevens voor als liftbediener in Who Framed Roger Rabbit (stem gedaan door Richard Williams) en in de Tom en Jerry-film (stem door Don Messick). Daarnaast verschijnt hij ook in drie korte Roger Rabbit-cartoons Tummy Trouble, Roller Coaster Rabbit en Trail Mix-Up. In het eerste filmpje doet Williams de stem, in de andere twee Corey Burton.
Veel later, in 2006, verschijnt hij nog in de serie Tom and Jerry Tales, gespeeld door Don Brown. Hij maakt zelf nog zijn opwachting in  Tom and Jerry: The Magic Ring. Hiervoor werd de stem van Jeff Bennett gebruikt.

## Stemmen
In de oorspronkelijke reeks werd Droopy alleen gespeeld door Bill Thompson en Tex Avery, in de latere reeksen door onder anderen Frank Welker, Richard Williams en Don Messick.

## Latere reeksen
In opdracht van Cartoon Network werden tijdens de jaren 90 en 00 nieuwe afleveringen van Droopy gemaakt. 
Deze bevatten onder andere de reeks Inspector Droopy / Master Detective Droopy / Droopy the Master Detective / Droopy Master Detective, waarbij de hond een privédetective is samen met zijn zoon Dripple.

## Trivia
- Droopy was vanaf 1983 te zien in het televisieprogramma Wordt Vervolgd van de AVRO. Voornamelijk van de afleveringen Dumb Hounded en Northwest Hounded Police werden diverse fragmenten (o.m. de wolf die de deuren van zijn blokhut dichtsloeg) gebruikt in de leaders van het programma.
- Matt Groening beweert dat hij The Simpsons-personage Hans Moleman gebaseerd heeft op Droopy.